# Dolores Šperková-Prchalová
Dolores Šperková-Prchalová, rodným jménem Šperková (17. září 1915, Vídeň, Rakousko-Uhersko – 1. května 1990, Calistoga, USA) byla česká novinářka, vydavatelka exilového časopisu Čechoslovák a důstojnice Ženských pomocných sil vojenského letectva (WAAF) ve Velké Británii, která aktivně usilovala o zřízení podobného typu pomocného sboru žen přímo v československé armádě. Jejím manželem byl Eduard Prchal, československý pilot v RAF, který v roce 1943 jako jediný přežil havárii jím řízeného letounu, při níž zemřel polský generál Władysław Sikorski. V září 1950 uletěla s manželem a dcerou letadlem ČSA do Velké Británie. Od roku 1952 žila s rodinou v Kalifornii v USA, kde v roce 1990 zahynula při dopravní nehodě.

## Mládí
Narodila se ve Vídni českým rodičům, vystudovala reálné gymnázium v Českých Budějovicích a po maturitě začala pracovat jako úřednice v Ústředním sekretariátu žen Československé strany národně sociální a přispívala do stranického tisku (České slovo, Národní stráž, Naše hory). V roce 1937 vydala ve vlastním nákladu knihu „1/4 hodiny za mřížemi: veselá reportáž ze smutných míst – českobudějovické věznice“.
Po začátku německé okupace Československa v březnu 1939 se zapojila do přípravy ilegálního časopisu domácího odboje „V boj“. Podílela se na vydání projevu prezidenta Edvarda Beneše „Duch vítězí nad mečem“, který pronesl v americkém rozhlase a který vyšel v časopise „V boj“ na konci března.
Krátce poté Protektorát Čechy a Morava ilegálně opustila, když 18. dubna 1939 přešla u Moravské Ostravy do Polska. Odjela do Krakova a do června 1939 zde pracovala na československém konzulátu, kde se začala formovat československá zahraniční armáda. Dne 26. června 1939 přijela do Londýna, kde začala pracovat v kanceláři Jana Masaryka.

## Vydavatelkou týdeníku Čechoslovák
V září 1939 stála u zrodu týdeníku „Čechoslovák“, který začal vycházet 16. října 1939 nejdříve jako hlavní časopis československých emigrantů ve Velké Británii a od července 1940 jako oficiální list exilové vlády. Dolores Šperková byla jeho první vydavatelkou a redaktorkou, po bohu Bohuše Beneše, synovce prezidenta Edvarda Beneše, který je od dubna 1940 uváděn v tiráži jako vedoucí redaktor. Naposledy byla uvedena jako vydavatelka 17. května 1940. Poté psala pro týdeník reportáže z průběhu výcviku československé vojenské jednotky v Británii či úspěších československých letců v RAF. V prosinci 1940 vydala v Londýně s bratrem prezidenta Beneše Vojtou Benešem brožurku „T.G. Masaryk druhému odboji“ s citáty prezidenta T.G. Masaryka.
V roce 1941 začala usilovat o zapojení žen do československých jednotek. V článku „Proč ne my“ v týdeníku Čechoslovák z 28. února 1941 vznesla otázku, proč československé ženy v emigraci nemohou mít svou jednotku: „Téměř všechny spojenecké národy, které mají za hranicemi svých porobených zemí vlastní svobodnou armádu, mají své ženské pomocné oddíly ATS (Ženské pomocné pozemní sbory (anglicky: Auxiliary Territorial Service, zkráceně ATS) a WAAF, které konají platné služby. Před měsícem prošly celým anglickým tiskem zprávy o 4 polských pilotkách, které spolu s anglickými dopravují letcům letadla z továren na letiště, vozí různé potřeby, jsou u telefonu a vůbec, chovají se velmi statečně a užitečně. Stejně tak ženy francouzské, vedené slavnou tenisovou šampionkou paní Mathieu, ženy holandské, ba i ženy neutrální Ameriky, které přijely do Londýna s americkými ambulancemi. Proč ne my?“
Tímto článkem reagovala za fotografii první čs. ženy v britské tisku, která byla přijata do ATS. Vyjádřila v něm přesvědčení, že československé ženy potřebují alespoň jeden symbolický oddíl, stejně jako je i československá jednotka v Británii v prvé řadě armádou symbolickou.

## Vstup do WAAF
Její volání bylo částečně vyslyšeno, již o měsíc později vyšlo v časopise Čechoslovák oznámení o novém velké náboru žen do pomocných sborů britské armády, do kterého se mohly přihlásit československé ženy. „Vybudování samostatných čsl. jednotek ATS bylo podrobeno velmi bedlivým úvahám. Bylo dosaženo ze strany československé a anglické úplné dohody v tom smyslu, že nebudou zatím tvořeny samostatné čsl. jednotky ATS. Budou nosit anglické uniformy s páskou Czechoslovakia na ramenou, jak je tomu u čs. armády,“ stálo ve výzvě.
Nedlouho poté umožnily britské úřady přijímat cizí dobrovolnice i do oddílu WAAF, kam přihlásila Dolores Šperková a v září 1941 opět žádala vytvoření skupiny čs. žen v rámci WAAF a zavedení jejich úřední evidence. Exilové ministerstvo národní obrany se k této záležitosti postavilo negativně, což znamenalo konec nadějím na zřízení čs. ženské jednotky, protože bez znalosti početních stavů čs. žen, jejich odborností nebo umístění nemělo šanci vyjednat s britskými úřady vytvoření národní vojenské jednotky.
Do služby nastoupila 28. října 1941 pod evidenčním číslem 2003981 a poté prošla vojenským výcvikem v městě Harrogate na východě Anglie. Ten popsala na konci roku 1941 v dopise svým bývalým kolegům v redakci Čechoslováka: „Mám za sebou 14 perných dní drilu a věřte, že je to dřina. Až uvidíte na ulici waafku, tak se na ni dívejte s patřičnou úctou. Prošly jsme všechny tvrdou 14denní školou. Budíček v šest hodin ráno je to nejmenší. Jinak se mi vojna líbí. Byla jsem přidělena k Medical Service, nikoliv jako šoférka, a tak jsem teď na asi šestinedělním Special Medical Training.“ 
Po dokončení výcviku byla zařazena do kurzu pro důstojníky v Longborough na západě Anglie a po jeho absolvování byla k 17. červnu 1942 byla jmenována do hodnosti Assistant Section Officer s evidenčním číslem 5099. Díky perfektní znalosti angličtiny a dalším schopnostem byla odvelena na 2. oddělení čs. leteckého inspektorátu v Londýně. V roce 1943 byla povýšena do důstojnické hodnosti Section Officer. Jako důstojnice WAAF sepisovala s československými letci v RAF hlášení o průběhu náletů.
Při své práci se seznámila s československým letcem Eduardem Prchalem, za kterého se dne 3. září 1943 provdala. Eduard Prchal v roce 1943 sloužil jako pilot 511. dopravní perutě a v noci 4. července 1943 jako jediný přežil havárii jím pilotovaného letounu, na jehož palubě převážel premiéra polské exilové vlády generála Władyslawa Sikorského.

## Snaha o uznání žen v armádě
V roce 1944 usilovala o zajištění stejných podmínek čs. žen v britské armádě, jaké měly ženy u čs. vojenské jednotky v SSSR. Poukazovala na to, že není vina čs. žen v Anglii, že nejsou příslušnicemi branné moci. Její snaha o doplnění dekretu prezidenta republiky o postavení žen v československých jednotkách, kterým jim přiznával nárok na vojenské náležitosti a zaopatřovací platy, vedla alespoň k tomu, že exilová vláda 12. května 1944 schválila prohlášení o čs. příslušnicích v pomocných sborech v tomto znění: „Vládě je známo, že některé československé státní příslušnice konají služby v ženských pomocných sborech u spojeneckých armád. Vláda v tom vidí projev vlastenectví a vůle přispěti k společné věci všech spojených národů. Béře to s povděkem na vědomost a dává výraz své víře, že tato služba bude v budoucnosti ústavními činiteli republiky po zásluze oceněna.“ 
Službu ukončila z rodinných důvodů v lednu 1945 – na začátku června 1945 se stala matkou dcery Edy. O tři měsíce později se vrátila do Československa.

## Útěk z Československa
Po válce žila s rodinou v Praze, kde v lednu 1946 převzala čs. vojenskou medaili Za zásluhy I. stupně. Její manžel Eduard Prchal nastoupil jako šéfpilot a instruktor na počátku roku 1946 k Československým aeroliniím. Po komunistickém převratu v únoru 1948 začala rodina vzhledem k zatýkání příslušníků RAF uvažovat o emigraci. Eduard Prchal naplánoval se svými kolegy a bývalými spolubojovníky z 310. perutě Josefem Řechkou a Janem Kauckým útěk letadlem.
Vhodná příležitost nastala 30. září 1950, kdy Josef Kaucký využil zkušebního letu s dopravním letounem ČSA Dakota OK-WAA a přistál na louce u Kralup nad Vltavou, kde čekaly rodiny Josefa Řechky a Eduarda Prchala. Ten poté s letounem odstartoval a zamířil do Anglie, kde přistál na letišti v přístavním městě Harwich.
Útěk vzbudil velkou pozornost britských médií, rozhlasová stanice BBC odvysílala s Dolores Prchalovou rozhovor. Z Británie se Prchalovi v roce 1952 přestěhovali do Kalifornie v USA, kde žili v městě Calistoga ve vinařské oblasti Napa Valley. I zde pokračovala v literární činnosti – je autorkou například článku první vinařce v Kalifornii Josephine Marlin Tychson.
Dolores Prchalová zemřela šest let po svém manželovi 1. května 1990 při dopravní nehodě u kalifornského městečka Calistoga.
Pohřbena je se svým manželem na největším válečném hřbitově Commonwealthu ve Spojeném království Brookwood Military Cemetery.